# 超級機器人大戰V
《超級機器人大戰V》為萬代南夢宮娛樂發售的超級機器人大戰系列遊戲。簡稱「機戰V」「SRWV」。標題的「V」是指「Voyage」（「航行、旅程」之意）。本作首次為有涉及版權作品的系列作推出亞洲向版本，分別有繁體中文版、韓文版及英文版。本作於2019年推出任天堂Switch及Steam移植版，為Switch上的第二部作品和Steam上的第一部作品。
本作宣傳詞為「鋼之巨人們　航向新的海域（Voyage）」。

## 參戰作品

### 一覽
★標誌為系列作初參戰作品。●標誌為只有機體登場。
- 無敵超人桑波特3（無敵超人ザンボット3）
- 無敵鋼人泰坦3（無敵鋼人ダイターン3）
- 機動戰士Z GUNDAM（機動戦士Ζガンダム）
- 機動戰士GUNDAM ZZ（機動戦士ガンダムΖΖ）
- 機動戰士GUNDAM 逆襲的夏亞（機動戦士ガンダム 逆襲のシャア）
- ★●機動戰士GUNDAM 閃光的哈薩維（機動戦士ガンダム 閃光のハサウェイ）
- 機動戰士海盜GUNDAM（機動戦士クロスボーン・ガンダム）
- ★機動戰士海盜GUNDAM 骷髏之心（機動戦士クロスボーン・ガンダム スカルハート）
- ★●機動戰士海盜GUNDAM 鋼鐵之七人（機動戦士クロスボーン・ガンダム 鋼鉄の7人）
- 機動戰士GUNDAM SEED DESTINY（機動戦士ガンダムSEED DESTINY）
- 劇場版 機動戰士GUNDAM00 -A wakening of the Trailblazer-（劇場版機動戦士ガンダム00 -A wakening of the Trailblazer-）
- 機動戰士GUNDAM UC（機動戦士ガンダムUC）
- ★勇者特急（勇者特急マイトガイン）
- 劇場版機動戰艦撫子 -The prince of darkness-（劇場版機動戦艦ナデシコ-The prince of darkness-）
- 真蓋特機器人 世界最後之日（真(チェンジ!!)ゲッターロボ 世界最後の日）
- 真魔神 衝擊！Z篇（真マジンガー 衝撃！Z編）
- ★●真魔神ZERO vs暗黑大將軍（真マジンガーZERO vs暗黒大将軍）
- 驚爆危機（フルメタル・パニック！）
- 驚爆危機？校園篇（フルメタル・パニック? ふもっふ）
- 驚爆危機！The Second Raid（フルメタル・パニック! The Second Raid）
- 驚爆危機（原作小說版）（フルメタル・パニック!（原作小説版））
- 福音戰士新劇場版：序（ヱヴァンゲリヲン新劇場版:序）
- 福音戰士新劇場版：破（ヱヴァンゲリヲン新劇場版:破）
- ●福音戰士新劇場版：Q（ヱヴァンゲリヲン新劇場版:Q）
- ★宇宙戰艦大和號2199（宇宙戦艦ヤマト2199）
- ★CROSSANGE 天使與龍的輪舞（クロスアンジュ 天使と竜の輪舞）

### 解說
全26作品。新參戰作品有7部。《機動戰士GUNDAM 閃光的哈薩維》、《機動戰士海盜GUNDAM 鋼鐵之七人》、《真魔神ZERO vs暗黑大將軍》、《福音戰士新劇場版：Q》只有機體參戰。另外為紀念機戰25周年，有《超級機械人大戰系列》原創機體「兇鳥」、「古倫加斯特」，以及沿襲自魔神系列的本作原創機體「鐵金剛皇帝G」登場，此外，本作首次加入沒有機器人機體的《宇宙戰艦大和號2199》。
雖英文標題是《V》，但像是、《機動戰士V GUNDAM》等有附註「V」的作品並無參戰。於「鋼之感謝祭2016」寺田製作人表明取標題名稱是到後來才定案。

### 封面登場機体
通常版
- 魔神ZERO（真魔神ZERO vs暗黑大將軍）
- 真蓋特1（真蓋特機器人 世界最後之日）
- Evangelion初號機（擬似真嗣化第1覺醒形態）（福音戰士新劇場版：破）
- 強者凱因（勇者特急）
- ΖΖGUNDAM（機動戰士GUNDAM ZZ）
- νGUNDAM（機動戰士GUNDAM 逆襲的夏亞）
- ARX-8 烈焰魔劍（驚爆危機（原作小說版））
- 黑百合（劇場版機動戰艦撫子 -The prince of darkness-）
- Villkiss（CROSSANGE 天使與龍的輪舞）
- 大和號（宇宙戰艦大和號2199）
- 撫子C（劇場版機動戰艦撫子 -The prince of darkness-）

Premium Anime Songs & Sound Edition
- Villkiss（CROSSANGE 天使與龍的輪舞）
- 鐵甲萬能俠Z（真魔神 衝擊！Z篇）
- ΖΖGUNDAM（機動戰士GUNDAMZZ）
- Evangelion初號機（福音戰士新劇場版）
- 桑波特3（無敵超人桑波特3）
- 強者凱因（勇者特急）
- ARX-7 強弩兵（驚爆危機！The Second Raid）
- 真蓋特1（真蓋特機器人 世界最後之日）
- ΞGUNDAM（機動戰士GUNDAM 閃光的哈薩維）
- 黑百合（劇場版機動戰艦撫子 -The prince of darkness-）
- 大和號（宇宙戰艦大和號2199）

## 遊戲系統
自訂BGM
繼承《第3次機戰Z 天獄篇》同樣可單一武器自訂BGM，也可將過場劇情時的BGM換成自訂BGM。
並追加作品標籤分類以及調整該BGM音量大小
Switch版因機能原因而不支援自訂BGM
工廠
沿自《第3次機戰Z 天獄篇》Z水晶的衍生系統

## 原創系列
自《機戰Z》之後的雙主角機制再次回歸
在遊戲開始時，玩家可從男主角與女主角之中隨意選擇一人。此外，沒有獲選的一方則會以副主角的身分於遊戲內登場。不論選擇哪位主角，座機皆為梵格雷。
預設隊名：地球艦隊天驅

### 原創人物
叢雲總司（CV：桐本拓哉）
本作男主角，月面特殊戰略研究所防衛隊的隊員，是位不拘小節的人。擁有不屈服的精神，身為駕駛員的能力是一流水準。
如月千歲（CV：神田朱未）
本作女主角，第三特殊戰略研究所防衛隊的隊員，並無實戰經驗。有活潑開朗的性格，讓周圍的人們感受她的安心樂意。
奈茵（CV：山本希望）
本作裏主角，與總司、千歲共同行動的少女。和「梵格雷」的OS〔99系統〕有著密切關係。
威爾塔弗·提克斯特（CV：金本涼輔）
擔任凶鳥的測試駕駛員，小名是威爾特。是位充滿知性且理性的人，卻有著喜歡賣弄知識的一面。
夏綠蒂·赫斯汀（CV：照井春佳）
擔任古倫加斯特的測試駕駛員，小名是小綠。雖然個性粗心大意，但其直覺與洞察力卻十分地出色。

### 超文明葛迪姆（）
谷瑞·塔特·加爾布拉茲（CV：田中一成）
潔美·里塔·史勞席爾（CV：庄司宇芽香）
亞爾弗茲·羅姆·哈赫勒斯（CV：中田讓治）
妮凡琳娜（CV：鶴弘美）

### 原創機体
梵格雷
本作主角機，第三特殊戰略研究所開發的針對外星人專用兵器。擁有高火力、高機動以及重裝甲的三項特徵。
梵格雷II
將受損嚴重的梵格雷大幅改修後的機體，雖然外表無變化，但80%內部零件換上新零件，將低耐久問題解決，並大幅輕量化。
古朗梵格
奈茵依照主角的選擇以及三世界的技術所製造的超級系後繼機體
擁有眾超級機器人要素集於一身。比梵格雷更強的火力以及獨特飛行形式的「空中步行」
必殺技是決戰砲撃形態「煌牙」
梵格尼克斯
同樣照主角的選擇以及三世界的技術所製造的真實系後繼機體
武裝是繼承原機並大幅強化也更動武裝名稱，內部零件則換成新型零件並解決梵格雷本身問題
必殺技是「突撃戰術機動・極『獄炎』」
凶鳥
尼可拉·威廉研究所德國支部所開發的真實機器人。
後期追加「黑洞加農砲」
古倫加斯特
尼可拉·威廉研究所美國支部所開發的超級機器人。
後期追加必殺技「計都羅喉劍・暗劍殺」

## 主題曲
OP「THE EXCEEDER」
主唱：JAM Project
ED「NEW BLUE」
主唱：JAM Project

## 期間限定生產版收錄曲
本作的期間限定版生產版和《第3次Z》的系統「自訂音樂」衍生發展，各機體的出自作品所使用的原曲在限定版收錄（全35曲，但收錄的樂曲長度並非完整版，而是遊戲剪接版），限定版只有日文版。Switch版只有下載版，没有Steam版。此外在Switch平台，普通版和限定版無法共用存檔。
這些BGM也能在戰鬥時播放。
01  - 堀光一路 (《無敵超人桑波特3》OP)
02  - 藤原誠 (《無敵鋼人泰坦3》OP)
03  - 森口博子 (《機動戰士Ζ鋼彈》OP2)
04  - 作曲：三枝成彰 (《機動戰士Ζ鋼彈》BGM)
05  - 新井正人 (《機動戰士鋼彈ΖΖ》OP)
06  -  (《機動戰士鋼彈ΖΖ》OP2)
07  - TM NETWORK (《機動戰士鋼彈 逆襲的夏亞》ED)
08 MAIN TITLE - 作曲：三枝成彰 (《機動戰士鋼彈 逆襲的夏亞》BGM)
09  - T.M.Revolution (《機動戰士鋼彈SEED DESTINY》OP)
10  - T.M.Revolution (《機動戰士鋼彈SEED DESTINY》OP5)
11 DAYBREAK'S BELL - L'Arc〜en〜Ciel (《機動戰士鋼彈OO》OP)
12  - THE BACK HORN (《劇場版 機動戰士鋼彈00 -A wakening of the Trailblazer-》OP)
13 Everlasting - Kylee (《機動戰士鋼彈UC episode 2 紅色彗星》ED)
14 StarRingChild - Aimer (《機動戰士鋼彈UC episode 7 彩虹的彼端》ED)
15 - 岡柚瑠 (《勇者特急》OP)
16  - 露湖藻雷蔵 (《勇者特急》插曲)
17  - 露湖藻雷蔵&海蔵 (《勇者特急》插曲)
18 YOU GET TO BURNING - 松澤由美 (《機動戰艦》OP)
19 Dearest - 松澤由美 (《劇場版機動戰艦撫子 -The prince of darkness-》ED)
20  - 作曲：服部隆之 (《劇場版機動戰艦撫子 -The prince of darkness-》BGM)
21  - 水木一郎 (《真蓋特機器人 世界最後之日》OP)
22 HEATS - 影山浩宣 (《真蓋特機器人 世界最後之日》OP2)
23  - ULTIMATE LAZY for MAZINGER (《真魔神 衝擊！Z篇》OP)
24  - JAM Project (《真魔神 衝擊！Z篇》OP2)
25 tomorrow - 下川美娜 (《驚爆危機》OP)
26  - 下川美娜 (《驚爆危機？校園篇》OP)
27 南風 - 下川美娜 (《驚爆危機！The Second Raid》OP)
28  - 林原惠／ (《福音戰士新劇場版：破》插曲)
29 Gods Message - 作曲：鷺巣詩郎 (《福音戰士新劇場版:Q》BGM)
30  - 作曲：宮川泰／編曲：宮川彬良／演奏：葉加瀬太郎 (《宇宙戰艦大和號2199 星巡的方舟》OP)
31  - 作曲：宮川泰／編曲：宮川彬良 (《宇宙戰艦大和號2199 星巡的方舟》BGM)
32  - 水樹奈奈 (《CROSSANGE 天使與龍的輪舞》OP)
33  - 高橋洋子 (《CROSSANGE 天使與龍的輪舞》OP2)
34  - 安琪(cv.水樹奈奈)、莎拉(cv.堀江由衣) (《CROSSANGE 天使與龍的輪舞》插曲)
35 TIME TO COME (《第4次超級機器人大戰》BGM)

## 備注
1. ↑  [.   [2016-06-04]. （原始内容存档于2020-11-08）. ]
2. ↑  本作中魔神系列未有香港在地化譯名，因此本機在遊戲中續用「鐵金剛皇帝G」為名，在後作《超級機械人大戰X》才有香港版譯名。

## 外部連結
- 超級機械人大戰V 官方網站 （页面存档备份，存于）
- 台灣萬代南夢宮娛樂網站遊戲介紹 （页面存档备份，存于）